# Pertosa (stacja kolejowa)
Pertosa – stacja kolejowa w Pertosa, w regionie Kampania, we Włoszech. Znajduje się tu 1 peron. W pobliżu znajduje się Grotte di Pertosa.
| Pertosa                                   |  |       |
| Linia Sicignano degli Alburni - Lagonegro |  |       |
| Auletta                                   |  | Polla |